# Mr. Mister
Mr. Mister била је америчка поп рок група из Финикса, популарна током осамдесетих година двадесетог века. Бенд су чинили Ричард Пејџ (вокал и бас гитара), Стив Џорџ (клавијатура), Пат Мастелото (акустични и електронски бубњеви) и Стив Фарис (гитара). Mr. Mister је наследник бенда Pages, који су основали Пејџ и Џорџ.
Mr. Mister је познат по хитовима Hunters of the Night, Broken Wings, Kyrie, Is It Love, Something Real (Inside Me/Inside You), Healing Waters, The Border и Stand and Deliver.

## Дискографија
- I Wear the Face (1984)
- Welcome to the Real World (1985)
- Go On... (1987)
- Pull (2010)